# فيجاي سيفا
فيجاي سيفا (بالإنجليزية: Vijay Siva)‏ هو مغني هندي، ولد في 29 مارس 1967.

## وصلات خارجية
- فيجاي سيفا على موقع ميوزك برينز (الإنجليزية)